# Liga de mujeres profesionales del teatro
La Liga de mujeres profesionales del teatro es una unión de profesionales del sector para una mayor igualdad, visibilidad y reconocimiento de la mujer en las artes escénicas. La League of Professional Theater Woman tiene su origen en EE. UU. en los años ochenta del siglo XX y con el tiempo ha tenido delegaciones en otros países.

## Origen
En la década de los 80, un grupo de profesionales estadounidenses constata un déficit importante de representación femenina en los premios Tony (el equivalente de los Óscars en Broadway) especialmente directoras y dramaturgas, por lo que deciden coordinarse para propiciar una red de contratación desde la que poner en contacto proyectos y profesionales.
Por medio de eventos, reuniones, viajes acaban por conformarse en un grupo de presión con el que intentan retornar a la paridad los roles auxiliares y de control por un lado -cuyas cifras eran un 80-20% en el mejor de los casos- y por el otro mejorar cualitativamente los roles femeninos presentes en escena, pues si bien el porcentaje de actrices respecto actores era de un 40-60%, en escena todavía no se había normalizado la presencia de los roles femeninos fuertes.

## La Liga en España
La Liga española nace el Día Mundial del Teatro -el 27 de marzo- de 2016, por iniciativa de la directora y dramaturga Beatriz Cabur, la editora Conchita Piña, la actriz Inge Martín y la dramaturga Yolanda Dorado, a las que más tarde se unirán la directora Belén Santa-Olalla y la dramaturga y directora Pilar G. Almansa,  y se crea con el objetivo de promover la visibilidad y aumentar las oportunidades laborales para las mujeres profesionales de las artes escénicas en España. 

### El grupo de Facebook
El grupo de Facebook creado para la rama española de la Liga de las Mujeres Profesionales del Teatro da la bienvenida a todas las mujeres profesionales del teatro en España para compartir ideas, noticias, promocionar estrenos y apoyar mutuamente el trabajo de la LMPT.
Pese a su corto recorrido, la Liga, en pocos meses ha superado ya las 6.000 adhesiones. de profesionales que trabajan en teatro en cualquier capacidad (actrices, administradoras, agentes, arreglistas, directoras de casting, coreógrafas, directoras de compañías, compositoras, críticas, diseñadoras, directoras, dramaturgistas, educadoras, directoras generales, historiadoras, periodistas, libretistas, letristas, dramaturgas, agentes de prensa, productoras, gerentes, jefas de sala, técnicas de teatro…).
Además, la LMPT ha confeccionado la base de datos más completa de mujeres profesionales del teatro españolas, con el objetivo de fomentar su contratación. 

### Acciones principales
Además de una serie de charlas para propiciar el trabajo en red, la Liga ha puesto en marcha un programa de mentorías, pero su acción principal exterior es que se cumpla La Ley Orgánica 3/2007, de 22 de marzo, para la igualdad efectiva de mujeres y hombres; por lo que junto a otras asociaciones similares como la Asociación Clásicas y Modernas impulsa entre los principales teatros y festivales el que se adhieran y firmen la carta de la temporada de igualdad, una suerte de compromiso deontológico por el que cualquier institución se comprometen a mantener un mínimo del 40 % de presencia de mujeres en su programación, tanto a nivel de actrices como de dramaturgas, productoras y directoras.
Con el compromiso este 2016 por parte de la SGAE para la realización de sondeos para conocer la realidad y la solidaridad de otros colectivos y ayuntamientos, esta carta para la igualdad ya ha sido asumida por algunos municipios y festivales.
La LMPT inició sus encuentros y puesta de largo ante el público el lunes 14 de noviembre en la Sala Berlanga de Madrid en colaboración con la Fundación SGAE. El evento, llamado Actúa, constituye el primer evento formal de networking para mujeres en las artes escénicas y reunió a mujeres del teatro de todas las regiones de España. 
Este evento, dirigido por Beatriz Cabur y conducido por Xenia Sevillano y Carolina Lapausa, contó con la actuación de Funamviolistas, la presencia de la motivadora Marinma Dorado, que impartió una entretenidísima Master Talk para mujeres creadoras, dio cabida a un Gran Encuentro de Networking entre las asistentes y presentó el Programa de Mentorías.
El programa de Mentorías LMPT, diseñado por Beatriz Cabur y Yolanda Dorado, es un innovador programa de tutorización profesional, al que tienen acceso solo las integrantes de la LMPT, cuyo objetivo es crear una red de mujeres profesionales de las artes escénicas, en la que aquellas con más experiencia mentorizan a profesionales con una trayectoria más corta. Para que estas mentorías puedan darse, hay dos roles fundamentales. La Mentora, mujer con más experiencia dispuesta a mentorizar a otra profesional y la Telémaca, mujer que puede beneficiarse de la experiencia de otra profesional del sector. Agrupadas en parejas de mentora y telémaca tras un análisis individualizado de necesidades y expectativas, la profesional con experiencia diseña un programa personalizado de desarrollo creativo y laboral para su telémaca. Este modelo de mentoría mixta, que integra elementos pedagógicos y de inserción profesional, toma como referentes los de universidades y corporaciones internacionales (como la American University of Paris o Intel) y los adapta a la realidad del sector escénico español para generar no solo vínculos entre mujeres profesionales, sino también para implementar nuevos mecanismos de funcionamiento de la industria.
La Liga de Mujeres Profesionales del Teatro presentó la primera edición de este programa de mentorías profesionales en el evento Dirige - Mentorías a Escena, dentro del Festival Ellas Crean (Centro Cultural Conde Duque, Madrid). Durante este evento se presentaron en escena tres de los 30 programas de mentorías en curso:
QUIMERA – Proyecto de Mentorías de Dramaturgia
-Mentora: Eva Redondo
-Telémaca: Neus Gil Cortés
-Escenografía digital: Patricio Forrester (Artmongers)
-Actúan los asistentes al Laboratorio de Creación Multidisciplinar.
Proyecto multidisciplinar que combina danza, circo y teatro. El personaje protagonista (un quijote, mujer del siglo XXI), se adentra en un mundo aparentemente idílico donde reina la diversión. Un pequeño despiste la conduce hasta la sala de los espejos que reflejan la verdadera cara del parque: un mundo especulado, militarizado, erotizado. Esta quijote trata entonces de luchar contra los gigantes que no tienen forma de molino, sino de rascacielos.
LA EXTERNA JUVENTUD – Proyecto de Mentorías de Interpretación
-Mentora: Cachito Noguera
-Telémaca: Marta Bascuñana.
La vida en un cuerpo exterior que se va modificando intencionadamente para mantenerlo detenido en el tiempo y ajustado al canon imperante, mientras la mente y el cuerpo interior acusan indefectiblemente el correr de los años. ¿Elección libre? ¿Subsistencia? ¿Supervivencia? Ella y sus más latentes deseos, sus incoercibles miedos, sus inconfesables secretos.
EXCENTRIC PAGANINI – Proyecto de Mentorías de Dramaturgia
-Mentora: Laura R. Galletero
-Telémaca: Velilla Valbuena
-Violinista: Pablo Martos
-Dirección: Inés Adán.
El gran Paganini, virtuoso que vendió su alma al diablo, ha vuelto de entre los muertos para deleitarnos con un concierto. Lo acompaña una enigmática mujer, María Luisa de Austria. De 1834 a la actualidad, de la muerte y la memoria, a cobrar vida en el escenario. Un espectáculo lleno de sorpresas que reproduce la experiencia musical y estética de un concierto del misterioso Paganini.
Con este nuevo evento, La liga de las Mujeres Profesionales del Teatro pretende consolidar su compromiso de aumentar la visibilidad e incrementar las oportunidades laborales de las mujeres profesionales de las Artes Escénicas en la industria del espectáculo, incrementando las contrataciones entre estas y la proyección de sus proyectos. 
La LMPT, en colaboración con el Teatro Circo Price y el festival Ellas Crean, organizó el Laboratorio Quimera de Creación Multidisciplinar que tuvo lugar entre los días 3-11 marzo (ambos inclusive) en Madrid y que continuó, a finales de marzo en Centre d’Investigació Escènica C.IN.E. (Palma de Mallorca).
Esta convocatoria única estuvo dirigida a artistas de circo, danza, teatro y música. En el laboratorio se trabajaron técnicas de creación multidisciplinar y se dieron pautas sobre cómo aplicarlo a la creación propia. La segunda parte del laboratorio desarrolló dinámicamente un espectáculo inspirado en la figura de Don Quijote, aunque en este caso la protagonista era una mujer del siglo XXI. Se trabajó escénicamente sobre temas como el idealismo, el humanismo, el sueño, la utopía, el consumo, el capitalismo, la felicidad artificial…. El Laboratorio fue impartido por Neus Gil Cortes y Eva Redondo como parte del Programa de Mentorías de la LMPT.